# Rehobothschool (Ridderkerk)
De Rehobothschool is een protestants-christelijke basisschool in het centrum van Ridderkerk, aan de Verlengde Kerkweg 23, in het centrum van Ridderkerk. De school maakt deel uit van de Vereniging voor Christelijk Basisonderwijs en telt 395 leerlingen.

## Geschiedenis

### Oprichting en Zandpadschool
De school vindt haar oorsprong in de oprichting van de Vereniging voor Christelijk Basisonderwijs in 1865. In 1869 werd de eerste school van deze vereniging geopend aan het Zandpad, in een voormalige schilderswinkel. C.J. Verhoef trad aan als eerste hoofdonderwijzer. In 1871 werd hij opgevolgd door G.J. Luitingh.

### Verhuizing naar Kerkweg
In 1905 verhuisde de school naar een nieuw pand aan de Kerkweg, omdat het pand aan het Zandpad te klein was geworden. J. Klomp werd aangesteld als hoofdonderwijzer. In 1919 vierde de school haar 50-jarig jubileum.

### Tweede Wereldoorlog
Op 10 mei 1940 trokken Duitse troepen via Ridderkerk naar Rotterdam. Een deel van deze troepen werd ingekwartierd in de Kerkwegschool. In de herfst van datzelfde jaar bouwden de Duitsers een barakkenkamp in de polder Voor-Donkersloot, bedoeld voor Britse krijgsgevangenen in het geval van een Duitse overwinning. Soldaten en bouwvakkers verbleven in de school, terwijl officieren in de woning van de hoofdonderwijzer werden ondergebracht. In november 1944 werd de school opnieuw bezet. Daarbij werd het gebouw ernstig beschadigd; de oorlogsschade werd later vastgesteld op ƒ 16.916,13.

### Naoorlogse periode en Rehobothschool
In november 1977 werd het oude schoolgebouw gesloopt om plaats te maken voor nieuwbouw. Op 1 december 1978 werd het nieuwe gebouw geopend onder de naam Rehobothschool.
In 1999 werd de school uitgebreid met vier lokalen, om leerlingen van de opgeheven Eben-Haëzerschool te kunnen opvangen. Beide scholen vielen onder hetzelfde schoolbestuur.
In 2024 nam directeur Hans Mijnders afscheid van de school, na een dienstverband van 36 jaar. Hij werd opgevolgd door Marnix Hamelink.